# Pic Laperrine
 (novembre 2015).
Si vous disposez d'ouvrages ou d'articles de référence ou si vous connaissez des sites web de qualité traitant du thème abordé ici, merci de compléter l'article en donnant les références utiles à sa vérifiabilité et en les liant à la section « Notes et références ».
Le pic Laperrine, appelé localement Iharen, est un sommet isolé remarquable situé à 5 km au nord est de la ville de Tamanrasset, sur la rive nord de l'oued du même nom.

## Toponymie
Ce pic est nommé en tamahaq Iharen qui signifie « le pilon ». Durant la période coloniale, la ville de Tamanrasset aussi portait le nom colonial de Fort-Laperrine.

## Géographie

### Topographie
Avec ses 1 732 mètres d'altitude, le pic Laperrine surplombe la vallée de l'oued Tamanrasset d'environ 300 m.

## Histoire
Le pic Laperrine porte le nom d'un général Français, François-Henry Laperrine d'Hautpoul mort d'épuisement non loin de là le 5 mars 1920 après avoir été obligé de poser son avion à court de carburant.